# كيفن هوليس
كيفن هوليس (5 يناير 1983 في المملكة المتحدة - ) (بالإنجليزية: Kevin Hollis)‏ هو لاعب كريكت بريطاني. لعب مع Derbyshire Cricket Board ‏.